# Kreuzkapelle (Nordheim am Main)

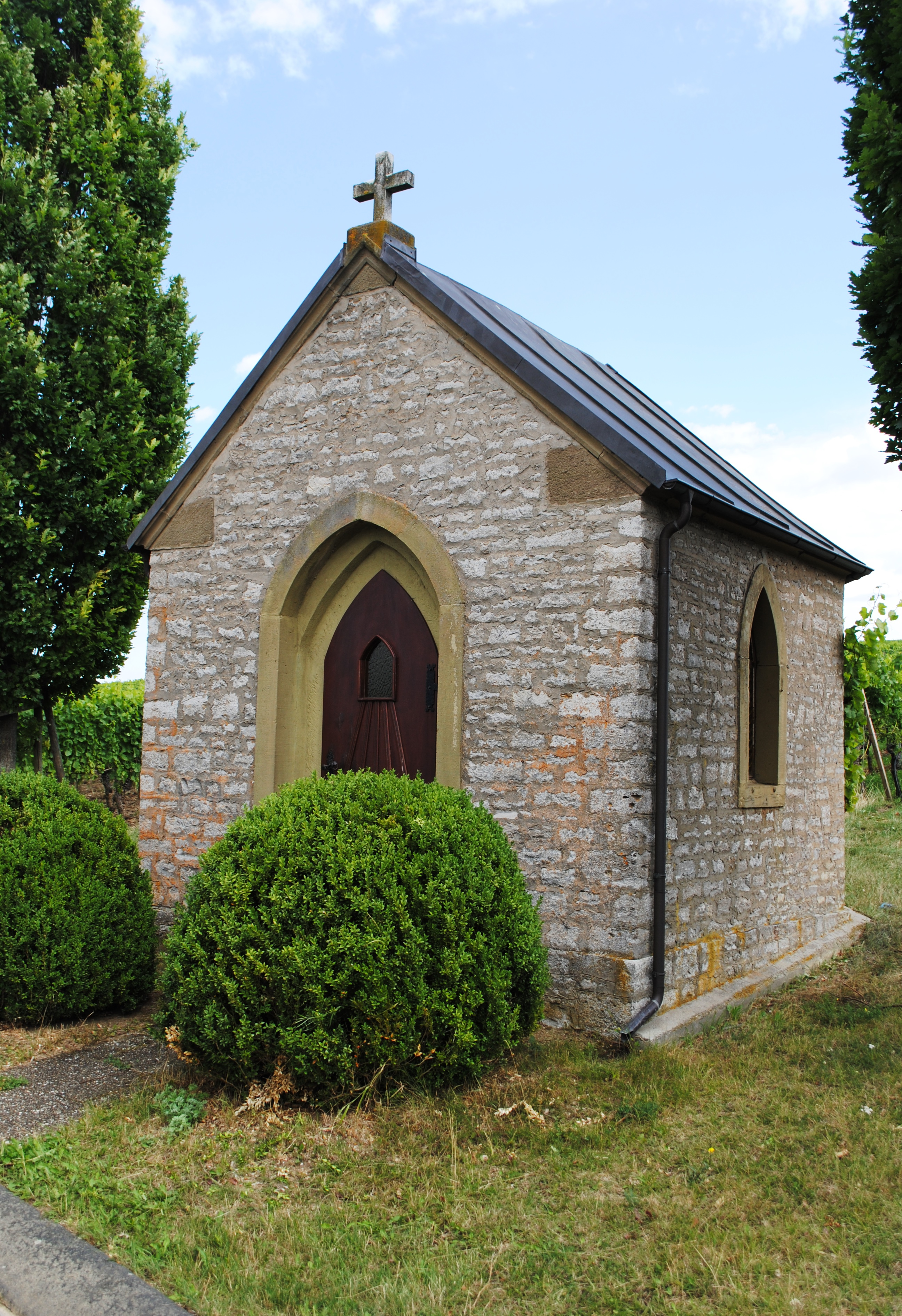
Die Kapelle in Nordheim

Die Kreuzkapelle in Nordheim am Main ist ein kleines Gotteshaus in der Umgebung des fränkischen Weinortes. Sie liegt am Kapellenweg am Rande der Weinlage Kreuzberg.

## Geschichte
Die Kapelle wurde im Jahr 1894 von den Geschwistern Göpfert errichtet. Ab 1933 kümmerte sich die Familie Borst um die Kirche. In diesem Jahr erbaute Maria Borst die Kapelle neu. 1971 wurde sie von Reinhold Borst neu gedeckt. Das Jahr 1997 brachte eine Innenrenovierung. Das Bayerische Landesamt für Denkmalpflege ordnet das Kirchlein als Baudenkmal unter der Nummer D-6-75-155-34 ein. Seit 2018 kümmert sich Thomas Borst um die Kapelle und führt die Tradition der Familie Borst weiter.

## Architektur
Die Kreuzkapelle präsentiert sich als Werksteinbau mit polygonalem Chorabschluss. Auf beiden Seiten weist sie jeweils ein spitzbogiges Fenster auf. Auch die Tür hat einen Spitzbogen. Innen befindet sich eine von den Heiligen Konrad und Antonius umgebene Lourdes-Madonna.